# ابو العلیج
ابو العلیج (به عربی: أبو العلیج) یک روستا در سوریه است که در ناحیه سنجار واقع شده‌است. ابو العلیج ۳۴۰ نفر جمعیت دارد.